# Sitka Sound
El Sitka Sound (del inglés: Sitka Sound) es una entrada del océano Pacífico localizada en la costa occidental de la isla Baranof, que está cerrada en el norte por la isla Kruzof y las pequeñas islas de Halleck y Krestof. Sus aguas y todas las islas que le bordean pertenecen al archipiélago Alexander y, administrativamente, son parte de la Ciudad y Borough de Sitka del estado de Alaska. En su ribera oriental está la ciudad que le da nombre, Sitka (8.986 hab. en 2005).
Tiene una longitud de unos 30 km de largo y también 30 km de ancho.

## Historia
El entrante fue nombrado como «Ensenada de Susto» por el navegante español Juan Francisco de la Bodega y Quadra el 15 de agosto de 1775. Fue nombrado después de Norfolk Sound por James Cook.
Durante el siglo XIX era un lugar importante en el comercio marítimo de pieles.